# Окулярник цитриновий
Окулярник цитриновий (Zosterops chloris) — вид горобцеподібних птахів родини окулярникових (Zosteropidae). Ендемік Індонезії.

## Опис
Довжина птаха становить 11-12 см, вага 9-14 г. У номінативного підвиду верхня частина тіла жовтувато-оливкова, горло і нижня частина тіла жовті, боки зеленуваті. Дзьоб зверху чорний або коричнювато-чорний, знизу сизий. Лапи сизі.

## Підвиди
Виділяють чотири підвиди:
- Z. c. maxi Finsch, 1907 — Ломбок і численні острови на захід від Калімантану, острови Яванського моря;
- Z. c. intermedius Wallace, 1864 — схід і південь Сулавесі, центральні Малі Зондські острови;
- Z. c. mentoris Meise, 1952 — північ центрального Сулавесі;
- Z. c. chloris Bonaparte, 1850 — Молуккські острови, острови Ару.

Вакатобський окулярник раніше вважався підвидом цитринового окулярника, однак був визнаний окремим видом.
Деякі популяції є репродуктивно ізольованими)..

## Поширення і екологія
Цитринові окулярники мешкають на Сулавесі та на низці інших островів, від Хондської протоки до островів Ару. Живуть в тропічних і мангрових лісах, чагарникових заростях, парках і садах. На острові Бутон вони віддають перевагу вторинним лісам.

## Поведінка
Цитринові окулярники харчуються комахами, плодами і нектаром.